# 松田朋子
松田 朋子（まつだ ともこ、1975年7月2日 - ）はウェザーマップに所属していた気象予報士である。東京理科大学理工学部工業化学科卒。

## 出演番組

### ラジオ
- 生島ヒロシのおはよう定食
- 生島ヒロシのおはよう一直線
- 森本毅郎・スタンバイ!
- 大沢悠里のゆうゆうワイド
- ストリーム

（※いずれもTBSラジオ）
| スタブアイコン | サブスタブ | この項目は、まだ閲覧者の調べものの参照としては役立たない、人物に関連した書きかけの項目です。この項目を加筆・訂正などしてくださる協力者を求めています（P:人物伝/PJ:人物伝）。 |